# Harry Jerome
Harry Jerome (Canadá, 30 de septiembre de 1940-7 de diciembre de 1982) fue un atleta canadiense, especializado en la prueba de 100 m en la que llegó a ser medallista de bronce olímpico en 1964.

## Carrera deportiva
En los JJ. OO. de Tokio 1964 ganó la medalla de bronce en los 100 metros lisos, con un tiempo de 10.2 segundos, llegando a meta tras el estadounidense Bob Hayes (oro con 10.0 segundos que fue récord del mundo) y el cubano Enrique Figuerola (plata con 10.2 s).